# Здание торгового дома Г. Г. Пустовойтова

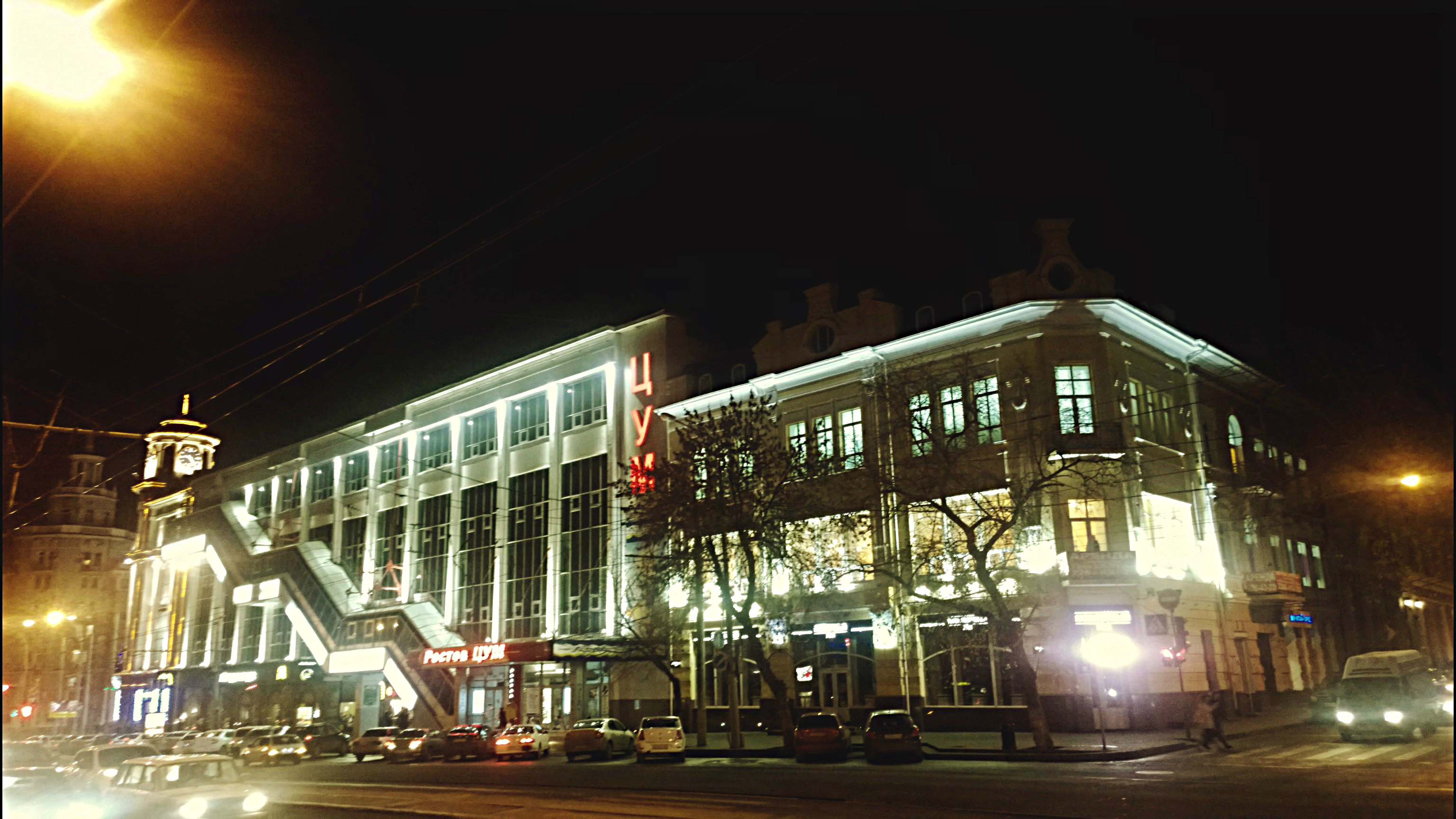
Вид на южное крыло торгового дома Г. Г. Пустовойтова и фасад доходного дома Г. Х. Бахчисарайцева

Торговый дом Г. Г. Пустовойтова — здание в городе Ростов-на-Дону на пересечении Большой Садовой улицы и Буденновского проспекта (адрес: Большая Садовая, 46).
Дом был построен в 1910 году крупным меценатом и судовладельцем Григорием Гавриловичем Пустовойтовым, архитектором проекта был Е. М. Гулин. Доходный дом Г. Г. Пустовойтова является объектом культурного наследия регионального значения.

## История
В начале XX века торговый дом Г. Г. Пустовойтова считался одним из самых высоких зданий городе. Как и в большинстве доходных домов того времени помещения дома Г. Г. Пустовойтова сдавались в аренду. После завершения строительства в здании было расположено ростовское отделение Товарищества русско-французских заводов резинового, гуттаперчевого и телеграфного производства под фирмою «Проводник», ювелирный и часовой магазин А. Гирштейна, гостиницы «Центральная» и «Лондон».

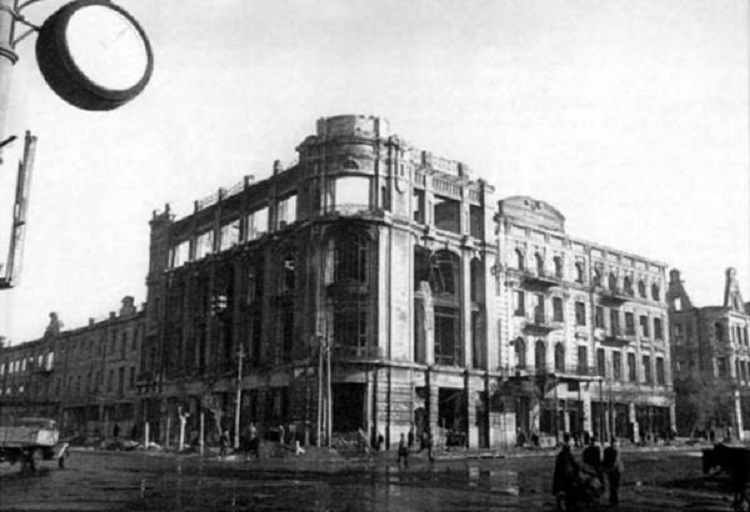
Здание Торгового дома после бомбардировок

В 1920 году здание было национализировано, в нём разместилось Юго-восточное государственное шерстяное объединение. В 1930 году 4 этаж здания занимала научная библиотека РГУ им. В. М. Молотова, и правление университета. Коллекцию научной библиотеки составляли русские журналы конца XVIII и начала XIX века, среди них один из первых российских сатирических журналов «Живописец» (сатирический журнал), «Московский журнал», один из первых русских литературно-политических журналов «Вестник Европы» (1802—1830), «Московский телеграф», журнал «Современник», основанный А . С. Пушкиным. Ценными экземплярами библиотеки были старопечатные иностранные издания середины XVI века. Полный список книжного фонда научной библиотеки указан в «Справочнике-путеводителе по библиотеке» 1941 года, под редакцией директора библиотеки Д. С. Фатилевича.
В 1942 году в период второй оккупации Ростова-на-Дону немецко-фашистскими войсками, город был подвержен ковровым бомбардировкам. В дом Г. Г. Пустовойтова попала одна из бомб, разрушившая крышу здания и ротонду. В результате бомбардировки верхние этажи дома Г. Г. Пустовойтова полностью сгорели, пожар уничтожил весь книжный фонд научной библиотеки.
В 1965 году здание было реконструировано. По проекту архитектора Е. П. Лихобабина здание было дополнено южным крылом по Буденновскому проспекту. До Великой Отечественной войны на месте нового крыла находились: ещё один дом Григория Пустовойтова и Карапета Чернова, которые не удалось восстановить после бомбардировки 1942 года. Сегодня в здании расположен Ростовский ЦУМ.

## Архитектура

Памятная доска

Проектом дома Г. Г. Пустовойтова занимался архитектор Ростово-Нахичеванского градоначальства Е. М. Гулин, завершивший на тот момент строительство торгового дома купцов Яблоковых.
Главную роль в архитектуре дома Г. Г. Пустовойтова играют принципы одного из формальных течений рационального модерна — «стиль универмага» или «промышленно-торговый стиль», возникший в 1897 году в Германии. При строительстве здания применялась новая каркасно-стеновая конструктивная система, которая отображена в пластике фасадов, объединенных в единую ритмическую композицию с преобладанием вертикальных членений.
В архитектурном сообществе часто сравнивают торговый дом Г. Г. Пустовойтова с торговым домом Кузнецовых в Москве и торговым домом Мертенс в Санкт-Петербурге, что дает основания говорить не только о сильном влиянии столичных примеров, но и о творческом заимствовании. Именно архитектура конца XIX начала XX века являлась мерилом ростовской «столичности» и разнообразия.